# Mariano Hormigón Blánquez
Mariano Hormigón Blánquez, né le 14 mai 1946 à Saragosse et mort 21 juillet 2004, est un mathématicien, historien des sciences spécialisé dans l'histoire des mathématiques et militant politique espagnol.

## Biographie
Il effectue son baccalauréat dans un centre religieux et sa licence en Mathématiques à l'Université de Saragosse en 1970. Son mémoire, Projet pour une histoire critique de la mathématique espagnole, est rejeté par l'Université de Saragosse en raison de sa militance politique, mais il le présente avec succès à l'Université du Pays Basque. Il retourne pourtant à l'Université de Saragosse pour devenir professeur assistant en 1977, avec un cours d'analyse mathématique avancée. Il  assure l'organisation du séminaire d'histoire des sciences et techniques d'Aragon. Au moment de présenter sa thèse de doctorat, intitulée Problèmes d'Histoire des Mathématiques en Espagne entre 1870 et 1920, elle est, elle aussi, rejetée par l'Université de Saragosse. Il la présente donc en 1982 à l'Université Autonome de Madrid. Il est l'auteur de travaux portant notamment sur Joseph Fourier et sur Zoel García de Galdeano, envers qui il avait une grande admiration.

## Activités institutionnelles et éditoriales
En 1982, Hormigón devient vice-président et directeur de la revue Llull. Entre 1984 et 1993, il est aussi secrétaire de la Société espagnole d'histoire des sciences (en espagno, ''Asociación Española de Historia de la Ciencia''), devenue depuis la Société espagnole d'histoire des sciences et les techniques. En 1986, il obtient un poste de professeur titulaire à l'Université de Saragosse, et s'occupe du programme des doctorants en Histoire des Sciences et des Techniques. Il devient aussi membre correspondant de l'Académie internationale d'histoire des sciences. En 1993, il organise le Congrès international d'histoire des sciences, célébré à Saragosse.
Il écrit aussi des articles dans des journaux tels que Andalán, Diario 16 et le Journal d'Aragon. Pour son cinquantième anniversaire, ses collègues publient une compilation de ceux-ci sous le titre Le rouge est aussi dans l'arc-en-ciel (en espagnol, También el rojo está en el arco iris).
Il élève une fille, Paula, avec sa première compagne, Maite Solas, puis deux autres, Zoel et Mariana avec sa femme, Elena Ausejo. Il connaitra une mort pour des causes naturelles à ses 58 ans.

## Engagement politique
Issu d'une famille libérale, Mariano Hormigón, il participe très activement au mouvement anti-franquiste depuis sa jeunesse. Cette activité qui lui empêcherait de retarder, comme cela était courant, son service militaire de deux ans en raison de ses études. En 1966, il devient membre du clandestin Parti Communiste d'Espagne. À partir de 1970, il devient le membre le plus jeune du comité central, mais est expulsé du parti en 1974. À la suite d'une réadmission, il se retrouvera expulsé à nouveau en 1988 en raison de son adhérence à la ligne de Santiago Carrillo. Ces deux expulsions ne l'empêchent pas de demeurer un communiste engagé. En 2002, il sollicite sa réadmission en affirmant :
« J'avais besoin de la carte par question d'hygiène. Je mourrai communiste. »
Il fut aussi le président de l'Association d'amis de la République démocratique allemande, ainsi que de l'association aragonaise d'amis de l'URSS.